# Грузинская икона Божией Матери
Грузинская икона Божией Матери — икона Богородицы, почитаемая в Русской православной церкви чудотворной. Празднование иконе совершается 22 августа (4 сентября по новому стилю) .

## История
Согласно преданию, икона имеет грузинское происхождение и при завоевании страны шахом Аббасом в 1622 году была вывезена в Персию. В 1625 году она была приобретена Стефаном Лазаревым, приказчиком ярославского купца Григория Лыткина. В 1629 году, когда приказчик Стефан вернулся в Ярославль, то купец Лыткин направил икону в Черногорский (Красногорский) монастырь на реке Пинеге под Архангельском. Там он построил церковь и снабдил её необходимой утварью и книгами.
После появления иконы в Красногорском монастыре ей стали приписывать многочисленные чудотворения. В 1654 году Грузинскую икону привезли в Москву, возможно, для поновления и изготовления нового оклада. В тот год в городе была эпидемия чумы и с привезённым образом связывали ряд исцелений. Так, в благодарность за исцеление своего сына серебряных дел мастер Гавриил Евдокимов заказал список с Грузинской иконы для церкви Святой Троицы в Никитниках, который приписывают кисти Симона Ушакова.
Из-за сообщений о чудесах в 1658 году по указу царя Алексея Михайловича и патриарха Никона иконе было установлено празднование 22 августа в день её появления в монастыре. В 1698 году указом было предписано ежегодно приносить Грузинскую икону в Архангельск «ради освящения града и христолюбивых народов, требующих Божией и Ея Богоматери милости». Кроме Архангельска, образ носили в Вологду, Великий Устюг, Переславль-Залесский, Москву и в Сибирь.
В 1707 году изограф Оружейной палаты Кирилл Уланов сделал точный мерный список Грузинской иконы. На его нижнем поле помещена надпись: «[1707] написан сей святый Богоматере образ мерою и начертанием каков в Черногорском монастыре, имянуемыя Грузинския». В иконе находятся четыре мощевика. С иконы были сделаны и другие списки, некоторые из которых почитались чудотворными.

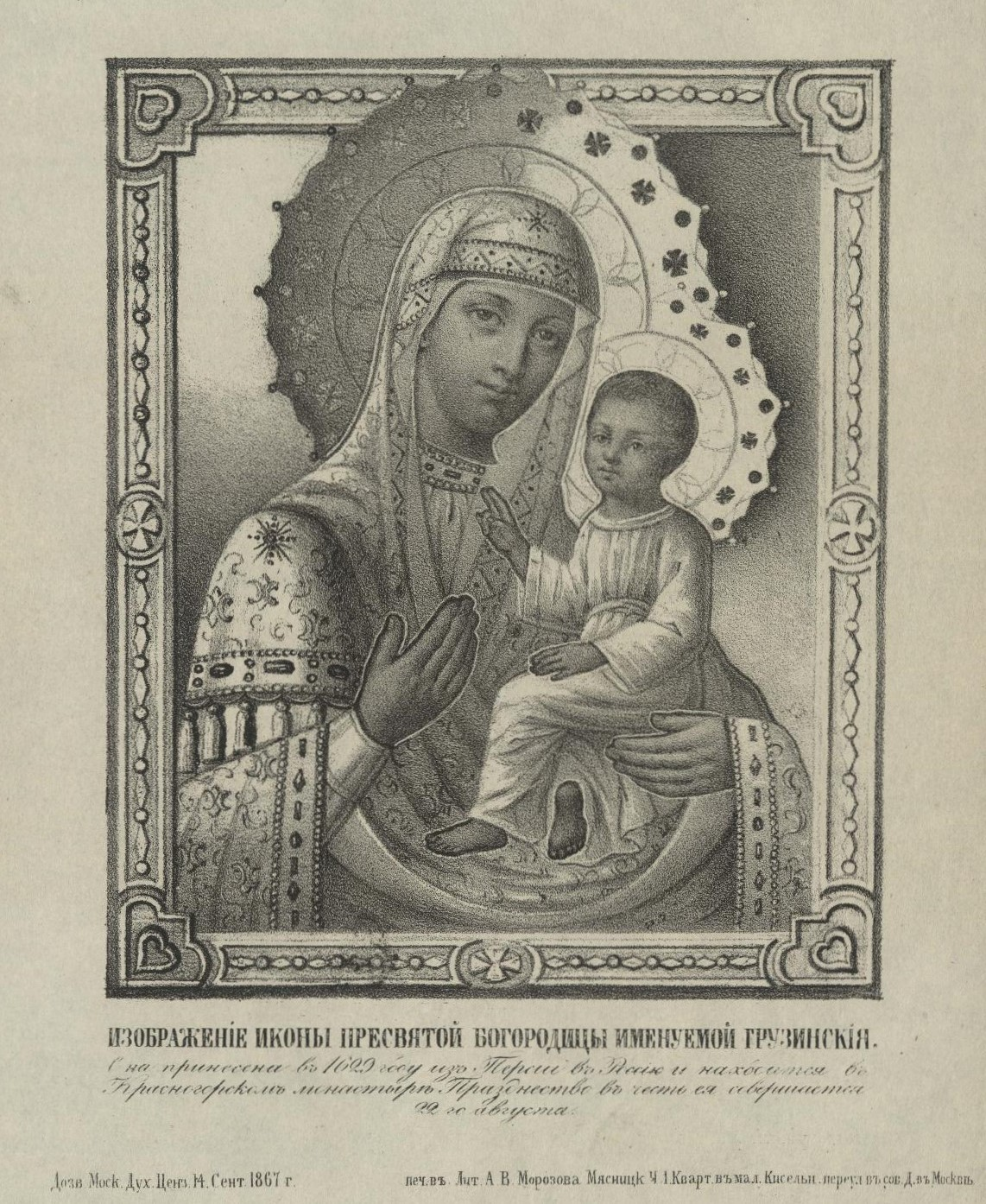
Грузинская икона Красногорского монастыря, литография 1867 года.

В 1920—1922 годах после закрытия Красногорского монастыря икона исчезла, а затем в 1946 году после открытия монастыря вновь появилась в нём. Архангельский епископ Леонтий (Смирнов) в 1946 году сообщал в Московскую патриархию, что Грузинская икона участвовала в крестном ходе в Архангельске. Дальнейшая судьба иконы неизвестна.

## Иконография
Икона относится к типу Одигитрия и близка к изводу Перивлепты. Иконография Грузинской иконы имеет аналоги среди других Грузинских иконописных памятников X—XVI веков и особо была распространена в Кахети.
Дева Мария изображена со слегка повёрнутой и наклонённой к сидящему на её левой руке Богомладенцу Христу. Голова Иисуса немного откинута, в левой руке находится свиток, а правая сложена в благословляющем жесте. Особенностью изображения Иисуса Христа является правая нога, повёрнутая обнажённой подошвой наружу.